# Мало Рувци
Мало Рувци (на македонска литературна норма: Мало Рувци) е село в южната част на Северна Македония, община Прилеп.

## География
Селото е разположено в областта Пелагония, западно от Прилеп.

## История
В XIX век Мало Рувци е чисто българско село в Прилепска кааза на Османската империя. Църквата „Възнесение Господне“ е от средата на XIX век. В „Етнография на вилаетите Адрианопол, Монастир и Салоника“, издадена в Константинопол в 1878 година и отразяваща статистиката на населението от 1873 година, Бушци (Bouchtzi) е посочено като село с 27 домакинства и 129 жители българи.
Според статистиката на Васил Кънчов („Македония. Етнография и статистика“) от 1900 година Руфци Мало има 220 жители, всички българи християни.
На Етнографската карта на Битолския вилает на Картографския институт в София от 1901 година Руфци е чисто българско село в Прилепската каза на Битолския санджак с 23 къщи.
В началото на XX век българското население на селото е под върховенството на Българската екзархия. По данни на секретаря на екзархията Димитър Мишев („La Macédoine et sa Population Chrétienne“) през 1905 година в Мало Рувци има 160 българи екзархисти.
При избухването на Балканската война в 1912 година 2 души от Мало Рувци са доброволци в Македоно-одринското опълчение.
Според преброяването от 2002 година селото има 22 жители, всички северномакедонци.

## Личности
Родени в Рувци
- Ангел Николов, български опълченец, ІI опълченска дружина[8]
- Йован Наумче, българин, православен, арестуван преди април 1904 година, обвинен в „присъединяване към българските разбойници и вършене на разбойничество с цел да се наруши редът“, осъден от Извънредния съд на 5 години каторга, лежал в Битолския затвор, амнистиран с общата амнистия от 12 април 1904 година[9]